# María Grever
María Joaquina de la Portilla Torres, más conocida como María Grever (León, 14 de septiembre de 1885-Nueva York, 15 de diciembre de 1951) fue una compositora mexicana de música de concierto, de música para películas y de más de 800 canciones populares, en su mayoría boleros. Se destacó en campos que eran exclusivos del género masculino rompiendo las reglas establecidas y fue la primera compositora mexicana que trascendió a nivel internacional.

## Biografía
María Joaquina de la Portilla Torres nació el 14 de septiembre de 1885 en León, Guanajuato. Sus padres fueron Francisco de la Portilla, 
español nacido en Sevilla y la mexicana Julia Torres. Cuando tenía seis años viajó junto a su familia a la tierra natal de su padre. Mientras vivía en Europa recibió clases de música por parte de Claude Debussy y Franz Lehár, entre otros maestros. Conoció a León Augusto Grever en la Ciudad de México en 1906, un año después contrajeron matrimonio y María adoptó el apellido de su esposo para su nombre artístico. La familia se trasladó a Nueva York en 1916, debido a los disturbios provocados por la Revolución Mexicana.
Al principio de la década de 1920 se dedicó al canto y grabó dos discos en los Estados Unidos, también trabajó para la Paramount y la 20th Century Fox, como encargada de musicalizar varias películas. Por esa época comienza a componer canciones, pero su primer gran éxito llega cuando el tenor mexicano José Mojica graba su canción «Júrame», convirtiéndose así en su primer intérprete. Su  canción Te quiero, dijiste más conocida como Muñequita linda, y que compuso tras el fallecimiento de su primera hija, ha contado con numerosas versiones e intérpretes, entre ellos Nat King Cole. Sus canciones han sido grabadas por grandes intérpretes como: Enrico Caruso, Ray Conniff, Bobby Darin, Nicolás Urcelay, Andy Russell, Dinah Washington, Libertad Lamarque, Dean Martin, Aretha Franklin, Rod Stewart, José Carreras, Plácido Domingo, Alfonso Ortiz Tirado, Juan Arvizu, Nestor Mesta Chayres, Barry Manilow, Natalie Cole, Gloria Estefan, Amy Winehouse, Luis Miguel, John Serry Sr., José Mojica, Javier Solís,Jamie Collum entre otros.
A lo largo de su vida compuso la letra y la música de cientos de canciones que fueron grabadas en inglés y español e hizo giras por América Latina y Europa. María Grever rompió las reglas establecidas para las mujeres de su época, ya que destacó en campos que eran exclusivos del género masculino. Fue empresaria, directora de orquesta, representante de artistas y la primera compositora mexicana que trascendió a nivel internacional.

### Muerte
El 15 de diciembre de 1951, Grever falleció en la ciudad de Nueva York a los 66 años de edad. A petición suya, su cuerpo fue repatriado a México y enterrado en el Panteón Español, ubicado en Ciudad de México.

## Reconocimientos
Durante una gira por México en 1949 le fueron otorgados varios reconocimientos: las Llaves de la Ciudad de México, la Medalla al Mérito Cívico y la Medalla del Corazón de México. Después de su fallecimiento, la Unión de Mujeres de las Américas la nombró «Mujer de las Américas» en 1952. Libertad Lamarque interpretó el papel de María Grever en la cinta «Cuando me vaya» (1953), película biográfica dirigida por el chileno Tito Davison. Ese mismo año se estrena la película mexicana Del rancho a la televisión, cinta en donde artistas como Luis Aguilar, María Victoria y Chela Campos interpretan canciones de María Grever tales como Alma mía, Lamento gitano, A una ola, Cuando vuelva a tu lado, entre otras. Una escuela de música en la ciudad de Barcelona, España, lleva el nombre de María Grever y en León, Guanajuato, erigieron una estatua en homenaje a la compositora y también nombraron un teatro en su honor.

## Obra

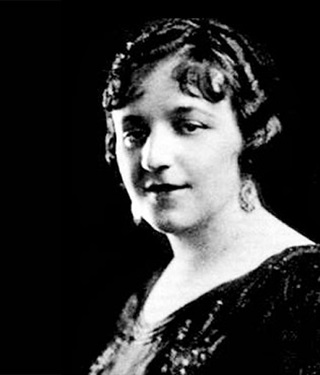
María Gréver

Algunas de sus canciones más conocidas son:
- Así
- Cuando vuelva a tu lado[12]
- Te quiero, dijiste (también conocida como Muñequita linda)
- Júrame
- Por si no te vuelvo a ver
- Volveré
- Despedida
- Cuando me vaya
- Tipitin
- Ya no me quieres
- Alma mía